# テイクツー・インタラクティブ
座標: 北緯40度45分22.9秒 東経73度59分2.4秒 / 北緯40.756361度 東経73.984000度
テイクツー・インタラクティブ（英: Take-Two Interactive Software, Inc.）は、テレビゲームとその周辺機器を開発・製造・販売するアメリカ合衆国の企業である。

## 概要
本社はアメリカのニューヨーク市にあり、国際本部はスイスのジュネーヴにある。開発スタジオは、サンディエゴ、バンクーバー、トロント、オースティンなどにある。開発・販売に関わったゲームとしては、グランド・セフト・オートシリーズ、Serious Samシリーズ、湾岸 Midnight Clubシリーズ、『マンハント』、『マンハント2』、『Bioshock』などがある。子会社の2K Gamesはセガから買収したVisual Conceptsが前身であり、スポーツゲームのブランド2K Sportsが傘下にある。2006年には『The Elder Scrolls IV: Oblivion』を発売した（開発はBethesda Softworks）。テイクツーは2008年2月、ライバルのエレクトロニック・アーツによる敵対的TOBのターゲットとなった。買い付けは2008年8月18日に期限切れとなり、テイクツーによれば更新されていない。しかし、CNETによれば、両社は2008年8月25日に秘密交渉に入ったという。

## 歴史
1999年2月、テイクツーはJumpstart Interactiveが開発したゲームBiosysを発売した。これはポイント・アンド・クリック型のアドベンチャーゲームで、アラン・ラッセル教授を主人公として生態学的施設Biosphere Four内で展開されるストーリーである。2004年、テイクツーは新たに2K Gamesと2K Sportsを立ち上げ、新たに買収した開発スタジオ群や既存の開発スタジオの経営を任せた。テイクツーはセガのVisual Concepts（フットボールとバスケットボール）とKush Games（野球とホッケー）が開発したESPN 2K スポーツゲームの権利を取得し（後にEAがESPNと契約したため、ゲームブランド名からは"ESPN"を削除した）、2K Sportsの一部とした。同年、テイクツーはインフォグラムから2230万ドルでシヴィライゼーションシリーズの権利を買い取った。
2005年、テイクツーは多数のゲーム開発企業の買収に乗り出し、800万ドル以上を費やした。Visual ConceptsとKush Gamesの買収には320万ドル、Gaia Capital Groupの買収には114万ドル、Freedom Force vs. The Third Reichを開発したIrrational Gamesの買収には約118万ドルかかっている。また、フィラクシス・ゲームズを270万ドル（と今後の売り上げの対価）で買収した。2007年3月29日、テイクツーの株主総会で取締役会の6名のうち5名が解任された。
前の取締役会長Ryan Brantは2007年2月、二重帳簿を認めた。彼は最高禁固4年の罪に問われるところだったが、司法取引でもっと軽い刑で済んだ。2005年、米国証券取引委員会はBrantと前の最高財務責任者Larry MullerおよびJames David Jr.、販売部門重役Robert Blauを、2000年と2001年の決算を粉飾したとして訴えた。6月にはUFCはテイクツーがUFCを題材として作ったゲームについて訴訟を起こした。
2007年5月22日、Oasys Mobileはシド・マイヤーのいくつかのライセンスを携帯市場に適用する契約を結んだ。シド・マイヤーのゲームはテイクツーの子会社となっているフィラクシス・ゲームズが開発した。Oasysはそれらのゲームを2008年中に携帯市場向けに発売する予定とした。2007年3月、テイクツーはジャック・トンプソンに対して訴訟を起こした。これはトンプソンがBULLYを訴えたようにテイクツーを有害企業として訴えるのを阻止するためだった。ライバル企業エレクトロニック・アーツは2008年2月、テイクツーに対して一株当たり25ドルでの買収を持ちかけたが、拒否されたため改めて一株当たり26ドルを提案し、その段階でこれが一般に知られるようになった。この買収話は数週間前からインターネット上に流れていた。日曜日に発表されると、月曜日のテイクツーの株価は54%上昇し、EAが提案した26ドルに近くなった。一方EAの株価は5%下落し、その年最大の下げ幅を記録した。
2008年9月8日、テイクツーはDitan Distribution LLCとのアウトソーシング契約を結んだ。Ditanはテイクツーの製品の製造・梱包・保管・出荷を実施することになった。それ以前はテイクツーの子会社Jack of All Gamesが行っていた業務である。これによりJack of All Gamesはサードパーティ製品の購入・販売と顧客へのサービス提供に注力することになった。
2009年9月、『グランド・セフト・オート・サンアンドレアス』の性描写が問題となった裁判が結審し、テイクツーは2000万ドルの罰金の支払いを命じられた。詳細は「ホットコーヒー問題」を参照。
同社のゲームソフトはこれまでカプコンやスパイクなどが日本向けにローカライズしてきたが、日本法人（テイクツー・インタラクティブ・ジャパン合同会社）を設立して日本市場に直接進出することを2010年2月に発表。第1弾ソフトとして『グランド・セフト・オート: エピソード・フロム・リバティーシティ』（Xbox 360/PlayStation 3用。GTAIVのDLC『TLaD』『TBoGT』の2本をまとめてスタンドアロン版としたもの）を2010年夏に発売。
2022年1月10日、ジンガの買収を発表した。買収金額は約127億ドル（約1兆6300億円）で、この買収により、同社で展開しているIPをモバイルゲームに展開していく方針を示した。

## 日本発売ソフト
- グランド・セフト・オートIII（2010年以降発売の商品）
- グランド・セフト・オート・リバティーシティ・ストーリーズ（2010年以降発売の廉価版）
- グランド・セフト・オート・バイスシティ（2010年以降発売の商品）
- グランド・セフト・オート・バイスシティ・ストーリーズ（2010年以降発売の廉価版）
- グランド・セフト・オート・サンアンドレアス（2010年以降発売の商品）
- グランド・セフト・オートIV（2010年以降発売の商品）
- グランド・セフト・オートV（コンソール版）
- レッド・デッド・リデンプション
- レッド・デッド・リデンプション・アンデッド・ナイトメア
- レッド・デッド・リデンプション2
- BioShock Infinite
- L.A.ノワール
- Borderlands
- Borderlands 2
- Borderlands: The Pre-Sequel
- バトルボーン
- マフィア III

## 子会社
現行のものと何らかの問題により倒産・消滅した会社に分けて記述する。

### 現行
- Rockstar Games, Inc.（ニューヨーク） - 1998年創業。
- 2K Games, Inc. - 2005年創業。
- Firaxis Games（メリーランド州ハントバレー） - 1996年創業、2005年買収。
- Visual Concepts（カリフォルニア州） - 2005年セガから買収。2K Sportsレーベルの開発。
- Private Division - 2017年創業。
- Zynga Game Network, Inc（サンフランシスコ） - 2007年創業、2022年買収。
- Gearbox（テキサス） - 1999年創業、2024年Embracer Groupから買収。

### 消滅
- Frog City Software（サンフランシスコ） - 1995年創業、2004年Gathering of Developersが買収、2006年フィラクシス・ゲームズに集約。
- Gathering of Developers（テキサス州） - 1998年創業、2000年5月買収、2004年9月閉鎖。ブランドはRockstarと2Kに併合。
- Gotham Games - 2002年創業、間もなく閉鎖。
- Indie Built, Inc.（ソルトレイクシティ） - 1983年Access Softwareとして創業、2004年マイクロソフトから買収、2006年4月28日閉鎖。
- Kush Games（カリフォルニア州カマリロ） - 2008年閉鎖。
- PopTop Software（セントルイス） - 1993年創業、2006年フィラクシスに併合。
- TalonSoft（ボルチモア） - 1995年創業、2000年買収、2005年閉鎖。資産の多くはMatrix Gamesに売却。
- Rockstar Vienna - 1993年1月4日neo Softwareとして創業、2006年5月11日閉鎖。
- Venom Games, Ltd.（ニューカッスル・アポン・タイン） - 2003年創業、2004年9月買収、2008年7月閉鎖。
- Jack of All Games（オハイオ州ウェストチェスター） - 1990年Hyde Park Distributorsとして創業、1998年買収。
- PAM Development（パリ） - 1997年創業、2005年買収。2008年閉鎖。
- Take-Two Licensing - 2000年9月11日TDK Mediactiveとして創業、2003年12月買収。[19]2005年に2K Gamesに統合。